# Plutón BRB Nero
Plutón BRB nero é uma série de televisão sobre ficção científica de 2009 exibida na Espanha.

## Elenco
- Antonio Gil ..... Capitão Valladares
- Carlos Areces ..... Querejeta
- Carolina Bang ..... Lorna
- Enrique Martínez ..... Hoffman
- Manuel Tallafé ..... Wollensky
- Gracia Olayo ..... Merche
- Mariano Venancio ..... Mckulay Kulkin III
- Enrique Villén ..... Roswell
- Héctor Cantolla ..... Narrador
- Bruto Pomeroy ..... Drungon
- Soledad Montoya ..... Sole

## Episódios

### Temporada 1
| Data de emissão        | Capítulo                            | Espectadores | Ação |
| ---------------------- | ----------------------------------- | ------------ | ---- |
| 24 de setembro de 2008 | El origen de Roswell                | 844.000      | 5,8% |
| 1 de outubro de 2008   | Tortugas en la barriga              | 480.000      | 3,0% |
| 8 de outubro de 2008   | Un asunto embarazoso                | 477.000      | 3,4% |
| 15 de outubro de 2008  | La cabina                           | 635.000      | 4,3% |
| 22 de outubro de 2008  | Mis memorias                        | 575.000      | 3,4% |
| 29 de outubro de 2008  | El fin del universo, Dios y la nada | 667.000      | 3,4% |
| 5 de novembro de 2008  | La amenaza de Drungon (1ª parte)    | 524.000      | 2,7% |
| 12 de novembro de 2008 | La amenaza de Drungon (2ª parte)    | 544.000      | 3,9% |
| 10 de novembro de 2008 | La teniente Onil                    | 575.000      | 3,5% |
| 26 de novembro de 2008 | Empatía                             | 507.000      | 3,3% |
| 3 de dezembro de 2008  | Misión en la inopia                 | 328.000      | 2,0% |
| 10 de dezembro de 2008 | ¡Que viene Merche!                  | 464.000      | 2,9% |
| 17 de dezembro de 2008 | El juicio                           | 489.000      | 3,1% |

### Temporada 2
| Data de emissão        | Capítulo                   | Espectadores | Ação |
| ---------------------- | -------------------------- | ------------ | ---- |
| 23 de setembro de 2009 | Tiempos revueltos          | 356.000      | 2,0% |
| 30 de setembro de 2009 | Muñecos diabólicos         | 416.000      | 2,3% |
| 7 de outubro de 2009   | Pasajero en el tiempo      | 408.000      | 2,2% |
| 14 de outubro de 2009  | Mi tío                     | 464.000      | 2,5% |
| 21 de outubro de 2009  | Viaje al fondo de la mente | 405.000      | 2,2% |
| 28 de outubro de 2009  | La última frontera         | 452.000      | 2,4% |
| 4 de novembro de 2009  | Lotería solar              | 439.000      | 2,5% |
| 11 de novembro de 2009 | Al rescate                 | 370.000      | 1,9% |
| 18 de novembro de 2009 | Cena con los sibaritas     | 387.000      | 2,0% |
| 9 de dezembro de 2009  | Caídos y cruzados          | 335.000      | 1,7% |
| 16 de dezembro de 2009 | El bucle infernal          | 256.000      | 1,3% |
| 23 de dezembro de 2009 | Bajo el éxtasis del placer | 252.000      | 1,3% |
| 30 de dezembro de 2009 | La guerra de los clones    |              |      |